# 秦关乡
秦关乡是中国陕西省延安市洛川县下辖的一个乡。

## 行政区划
秦关乡下辖以下行政区：
秦关街村、南月合村、北月合村、南故现村、北故现村、西故现村、鲁家塬村、陈家庄村、赤雁村、立家坪村、柳家庄村、上西湖村、下西湖村、北界村、南界村、抗家塬村、东孙坪村、廉湖洞村、北村、安草村、牛心堡村、刘家渠村、桃池村、回乐村、范家塬村